# NGC 3070
NGC 3070 ist eine elliptische Galaxie vom Hubble-Typ E0 im Sternbild Löwe an der Ekliptik. Sie ist schätzungsweise 235 Millionen Lichtjahre von der Milchstraße entfernt und hat einen Durchmesser von etwa 95.000 Lichtjahren. 

Im selben Himmelsareal befinden sich u. a. die Galaxien NGC 3069, IC 578, IC 580, IC 584.
Das Objekt wurde am 15. März 1784 vom deutsch-britischen Astronomen Wilhelm Herschel entdeckt.